# والری گارکالین
والری گارکالین (روسی: Вале́рий Бори́сович Гарка́лин؛ ۱۱ آوریل ۱۹۵۴ – ۲۰ نوامبر ۲۰۲۱) بازیگر اهل کشور اتحاد جماهیر شوروی سوسیالیستی و روسیه بود.
او برندهٔ جوایزی همچون هنرمند شایسته فدراسیون روسیه و هنرمند مردمی روسیه شده‌بود.